# Трощенко, Наталья Владимировна
Наталья Владимировна Трощенко (18 июля 1933, Киев — 1988) — советский кинорежиссёр и сценарист.

## Биография
В 1941—1943 годах жила в Киеве под немецкой оккупацией. В 1957 году окончила режиссёрский факультет Ленинградского театрального института им. А. Н. Островского. Работала театральный режиссёром в городе Кызыл Тувинской АССР. С 1956 года — режиссёр киностудии «Ленфильм». Как театральный режиссёр по образованию Трощенко долго работала лишь вторым режиссёром. В её списке работ как второго режиссёра такие фильмы, как «Авария» (1965) и «Хроника пикирующего бомбардировщика» Наума Бирмана (1967). Как первый режиссёр дебютировала фильмом «Разрешите взлёт!» (1972, совместно с Анатолием Вехотко). Долгое время работала в тандеме с Анатолием Вехотко. За свою жизнь Наталья Трощенко сняла 10 фильмов, половина из них о Великой Отечественной войне — теме, очень волновавшей её.
Умерла в 1988 году, сняв в 1986 году свой последний фильм «Сошедшие с небес» с Александром Абдуловым и Верой Глаголевой.

## Семья
Супруга кинооператора Дмитрия Давыдовича Месхиева. Дети — кинорежиссёр Дмитрий Дмитриевич Месхиев (род. 1963) и художник-гримёр Екатерина Месхиева (1956—2009).